# Bronco (Panzer)
Der Bronco All Terrain Tracked Carrier ist ein von ST Kinetics (Singapore Technologies Kinetics Ltd) gefertigtes und für schwieriges Gelände konzipiertes, schwimmfähiges Mehrzweckfahrzeug. Das Gummikettenfahrzeug besitzt einen Bodendruck von 60 KPa und besteht aus zwei Teilen. Es sieht dem Bandvagn 206 zum Verwechseln ähnlich, ist aber größer und schwerer. Wie dieses ist auch der Bronco ein in ein Vorder- und Hinterwagen aufgeteiltes Fahrzeug, welches durch eine hydraulische Knicklenkung lenkbar ist. Sie verändert die Stellung des Vorder- und Hinterwagens zueinander und ermöglicht so ein Lenken des Gespanns. Zusätzlich kann ein zweiachsiger Anhänger an den Hinterwagen gekoppelt werden.
Das Fahrzeug ist seit einigen Jahren bei der Singapore Army im Einsatz, verschiedene Versionen wurden entwickelt:
- Ambulanz
- Reparatur- und Bergefahrzeug
- Transportpanzer
- Truppentransporter
- Fahrzeug zur Treibstoffversorgung
- 120-mm-Mörserfahrzeug

Insgesamt verrichten über 600 Stück in Singapur Dienst.

## Kauf durch Großbritannien
Im Dezember 2008 erhielt ST Kinetics vom Verteidigungsministerium Großbritanniens einen 150 Millionen Pfund Sterling schweren Auftrag zum Bau von 100 Fahrzeugen, um die BvS10 in Kampfeinsätzen zu ersetzen. Das Fahrzeug wird als Warthog (deutsch: Warzenschwein) bezeichnet. Folgende Varianten sollen gebaut werden:
- Truppentransporter
- Ambulanz
- Bergefahrzeug mit Kran und 18-Tonnen-Winde
- Führungsfahrzeug

Die Auslieferung begann mit der Enthüllung des ersten Fahrzeuges am 19. November 2009, als das auf britische Bedürfnisse angepasste Mehrzweckfahrzeug von Thales UK in West Wales vorgestellt wurde. Die Änderungen umfassen eine Zusatzpanzerung, britische Funkgeräte und Störsender. Der Einsatz in Afghanistan begann Anfang 2011 in Einheiten des Royal Armoured Corps, der Bronco ersetzt dort die bisher genutzten BvS10 Viking. Dabei kam es im Frühjahr 2011 zu IED-Angriffen auf elf Warthogs. Dabei wurden zwei Insassen schwer verletzt. Die Royal Marines nutzen weiterhin den BvS10.

## Kauf durch Bundeswehr
2021 bestellte die Bundeswehr zur Verbesserung des Brandschutzes zwei Löschfahrzeuge, die auf dem Modell Bronco basieren. Auf dem Gelände der Wehrtechnischen Dienststelle 91 bzw. im Naturschutzgebiet Tinner Dose-Sprakeler Heide hatte es im September und Oktober 2018 den Moorbrand 2018 gegeben. Dabei zeigte sich, dass die zwei vorhandenen zum Löschen geeigneten Feuerlöschraupen Pistenbully 400 W nicht ausreichten. Eine fiel während der ersten Löschmaßnahmen mit einem technischen Defekt aus. Die zweite Löschraupe dieses Typs befand sich zu diesem Zeitpunkt in der Werkstatt. Die beiden Broncos soll der Feuerwehr-Spezialmaschinenbauer Dicosy umbauen.

## Unterstützung für Ukraine
Die deutsche Bundesregierung gab bis September 2024 die Lieferung von 26 All Terrain Tracked Carrier Warthog (10 Sanitätsfahrzeuge, 5 Reparatur- und Bergefahrzeuge und 11 Führungsfahrzeuge) im Rahmen ihrer militärischen Unterstützungsleistungen an die Ukraine bekannt.